# Kurzzeitwecker

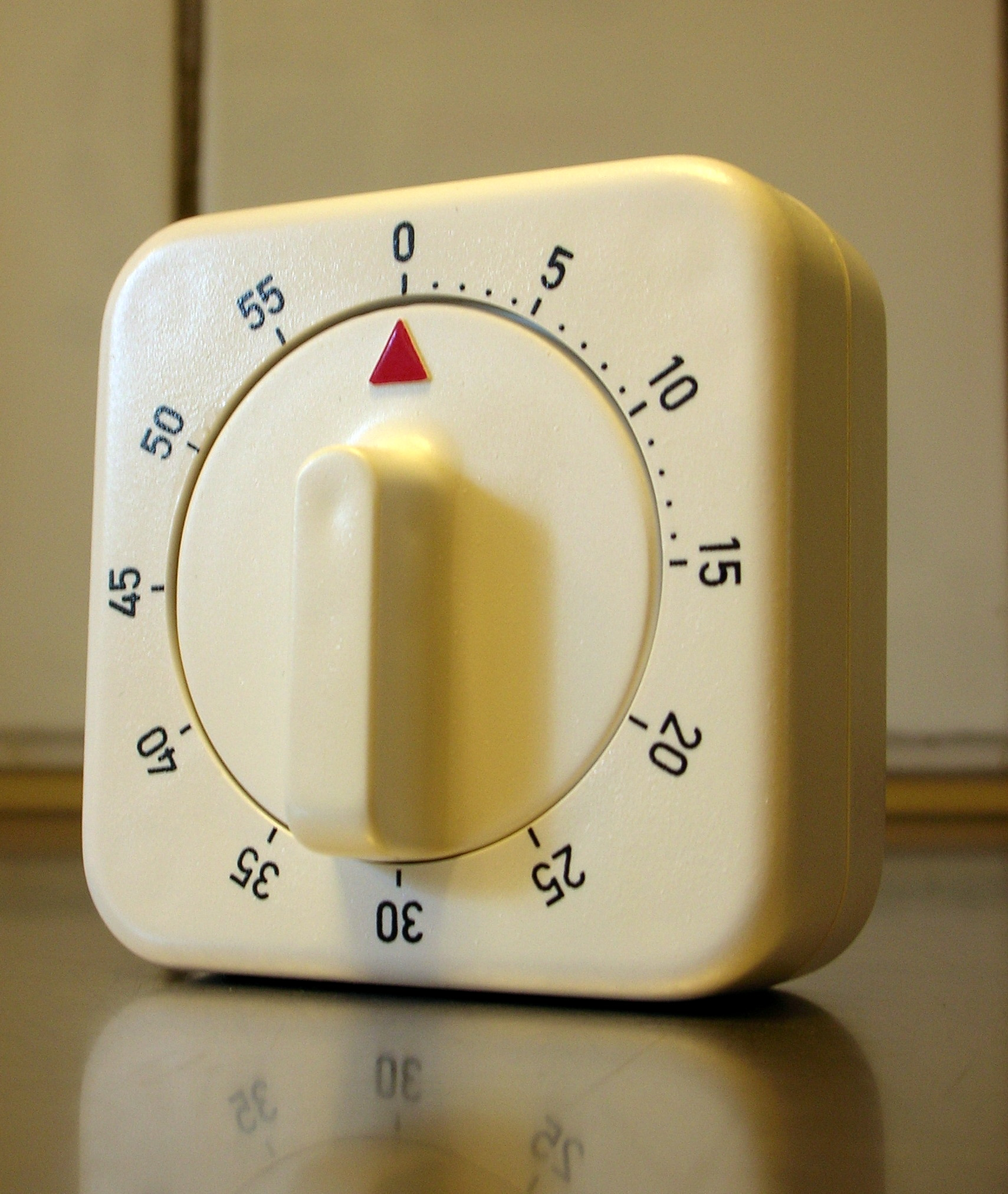
Kurzzeitwecker

Ein Kurzzeitwecker, Eieruhr, Küchenwecker oder Signaluhr ist ein Wecker des alltäglichen Gebrauchs, der kurze Zeiträume, typischerweise bis zu 60 oder 120 Minuten, misst und durch ein akustisches, optisches oder mechanisches Signal anzeigt. Die Anzeige erfolgt als Countdown bis zum Ende eines voreingestellten Zeitraumes oder als vergangene Zeit seit Messungsbeginn.

## Verwendung
Ein typischer Anwendungsbereich im Haushalt ist das Überwachen von Kochzeiten, deren Ablauf durch einen Signalton angezeigt wird. Für den Küchengebrauch sind viele dieser Uhren mit einem thematisch passenden Design versehen (Huhn, Paprika oder ähnliches). Kurzzeitwecker können auch mit einem elektrischen Schaltausgang versehen sein. Dies ermöglicht einen Einsatz in Laboraufbauten, als Laboruhr im privaten Fotolabor oder zur Steuerung eines Hobby-Trockenofens.
Sie werden mit einem einfachen, mechanischen Uhrwerk oder mit einem Quarzwerk angeboten. Speziell zum Kochen von Eiern ist die Sanduhr gebräuchlich. Sanduhren wurden früher mit Quarzsand gefüllt, der dazu spezieller Aufbereitung bedarf, heute jedoch mit feinkugeligen Glasperlen.

## Eieruhr
Zur Herkunft des Begriffs Eieruhr für Kurzzeitmessgeräte gibt es verschiedene Erklärungen. Eine Erklärung besagt, der Begriff gehe auf die Verwendung der Uhr beim zeitkritischen Kochen von Eiern zurück. Laut einer anderen Erklärung stammt der Begriff von Sanduhren, in denen Eierschalenbrösel als Füllmaterial verwendet worden seien.

## Erweiterte Funktionen
Mittlerweile gibt es neben den klassischen Kurzzeitweckern auch Eieruhren mit erweiterten Funktionen. So werden Eieruhren angeboten, die im Wasser mitgekocht werden können und sobald die Eier fertig sind eine bestimmte Farbe annehmen. Zudem gibt es Modelle, die nicht durch Piepsen den Alarm auslösen, sondern eine Melodie abspielen.

## Ausführungen

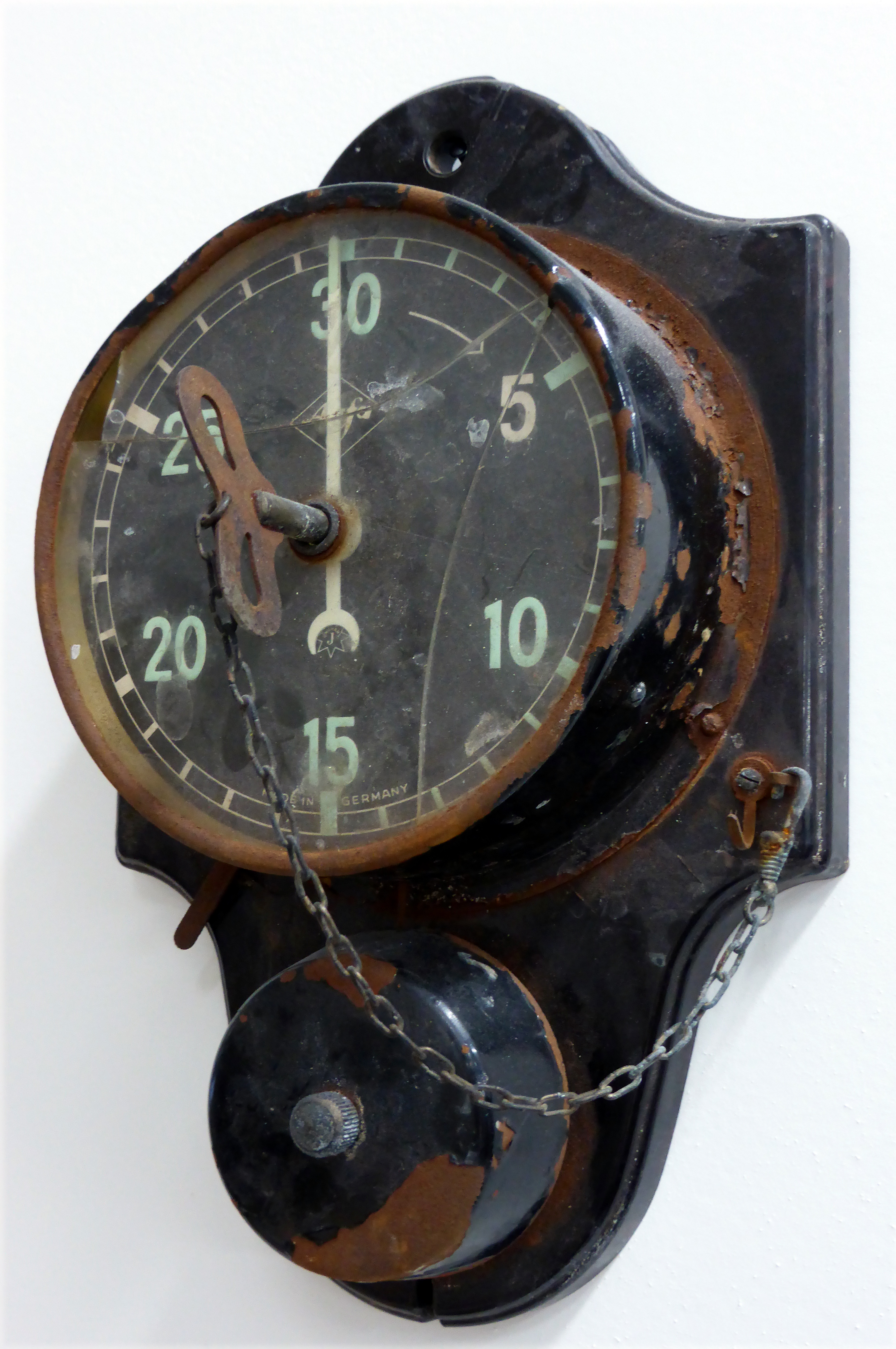
Historische Agfa Laboruhr mit Signalglocke
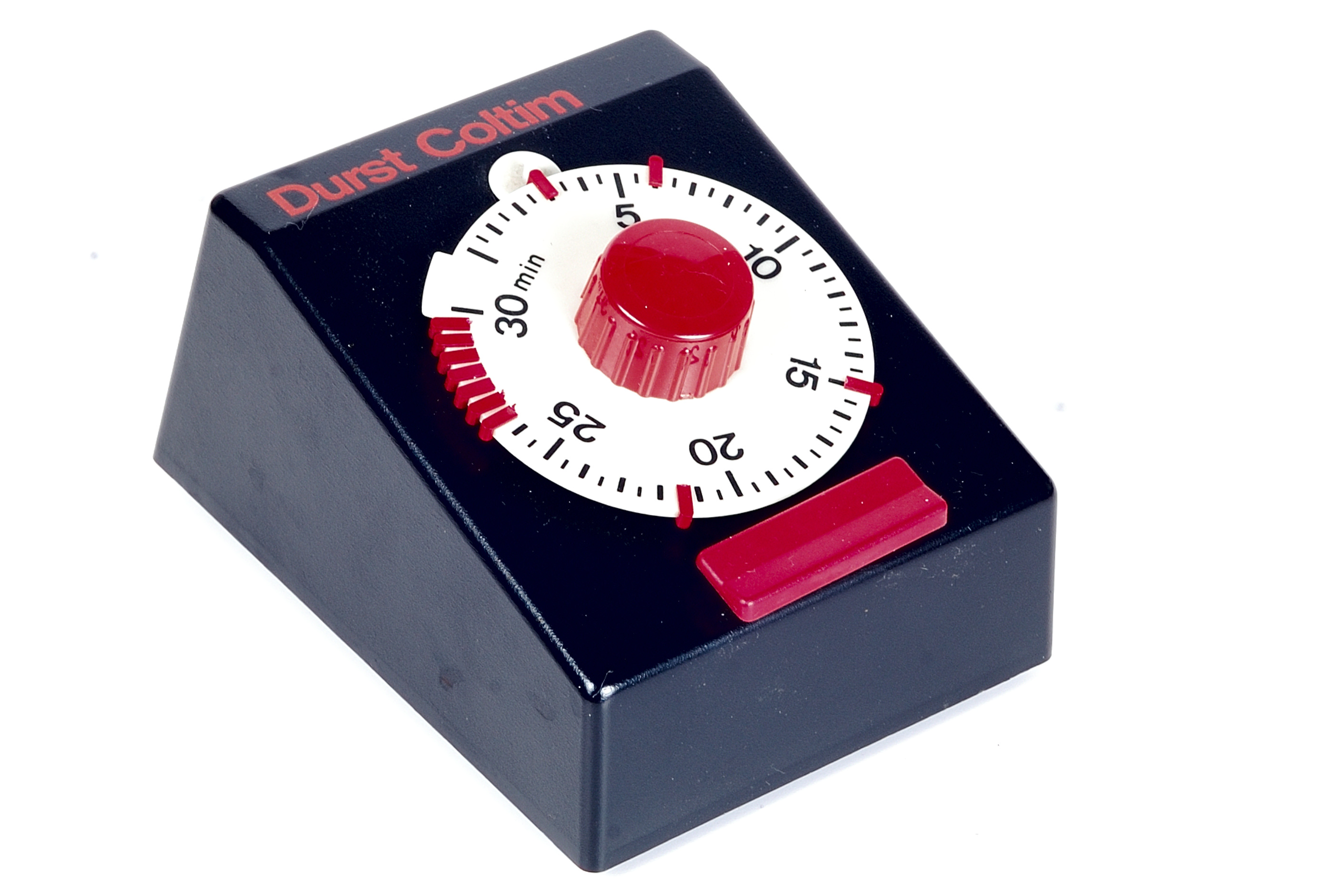
Laboruhr mit mehreren einstellbaren Zeiten von Coltim
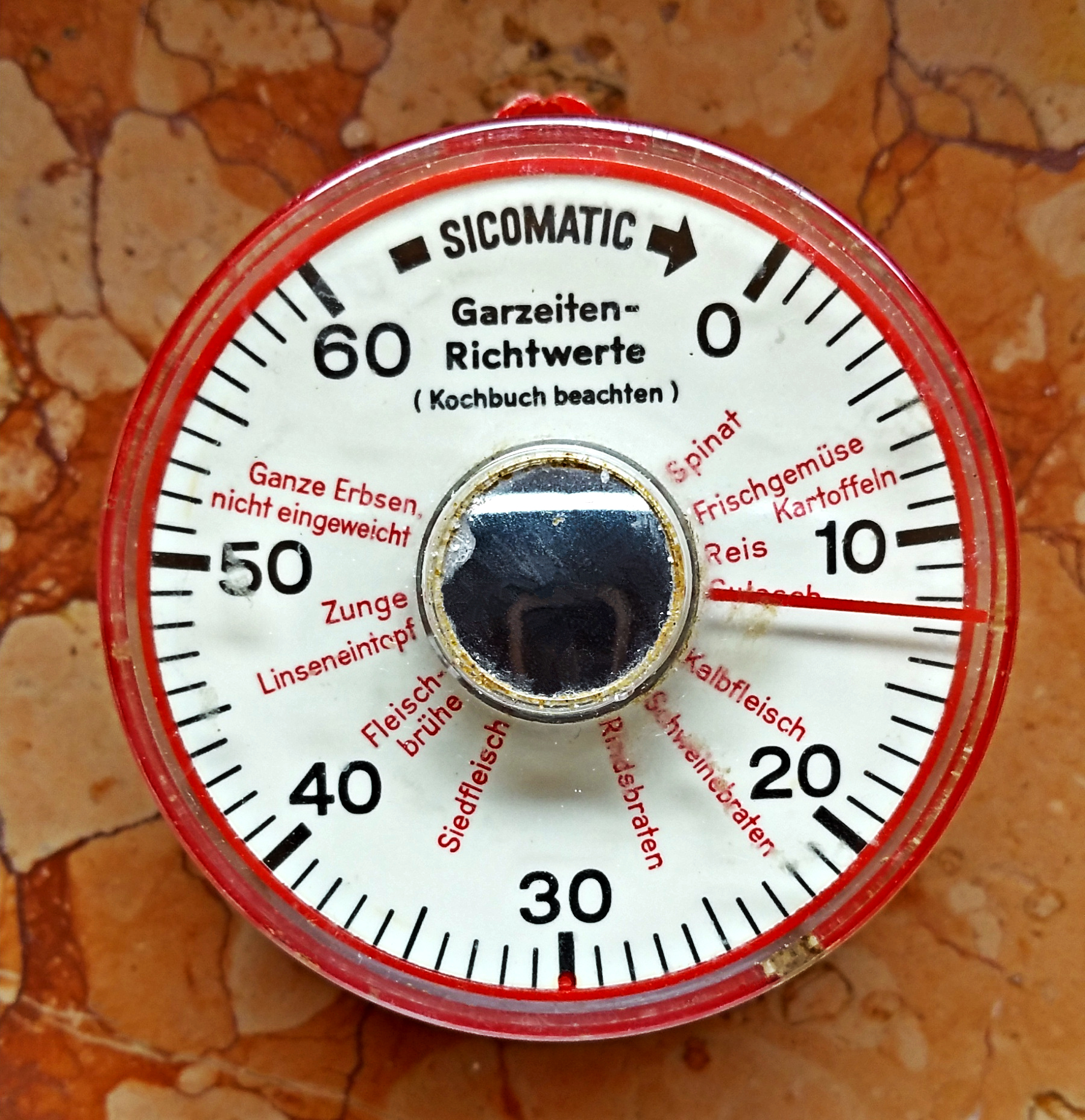
Kurzzeitwecker mit Garzeiten im Schnellkochtopf 1970er
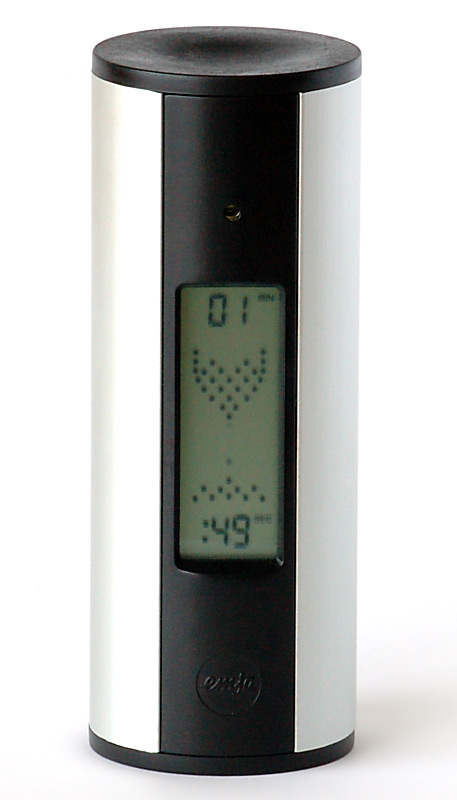
Digitale Eieruhr
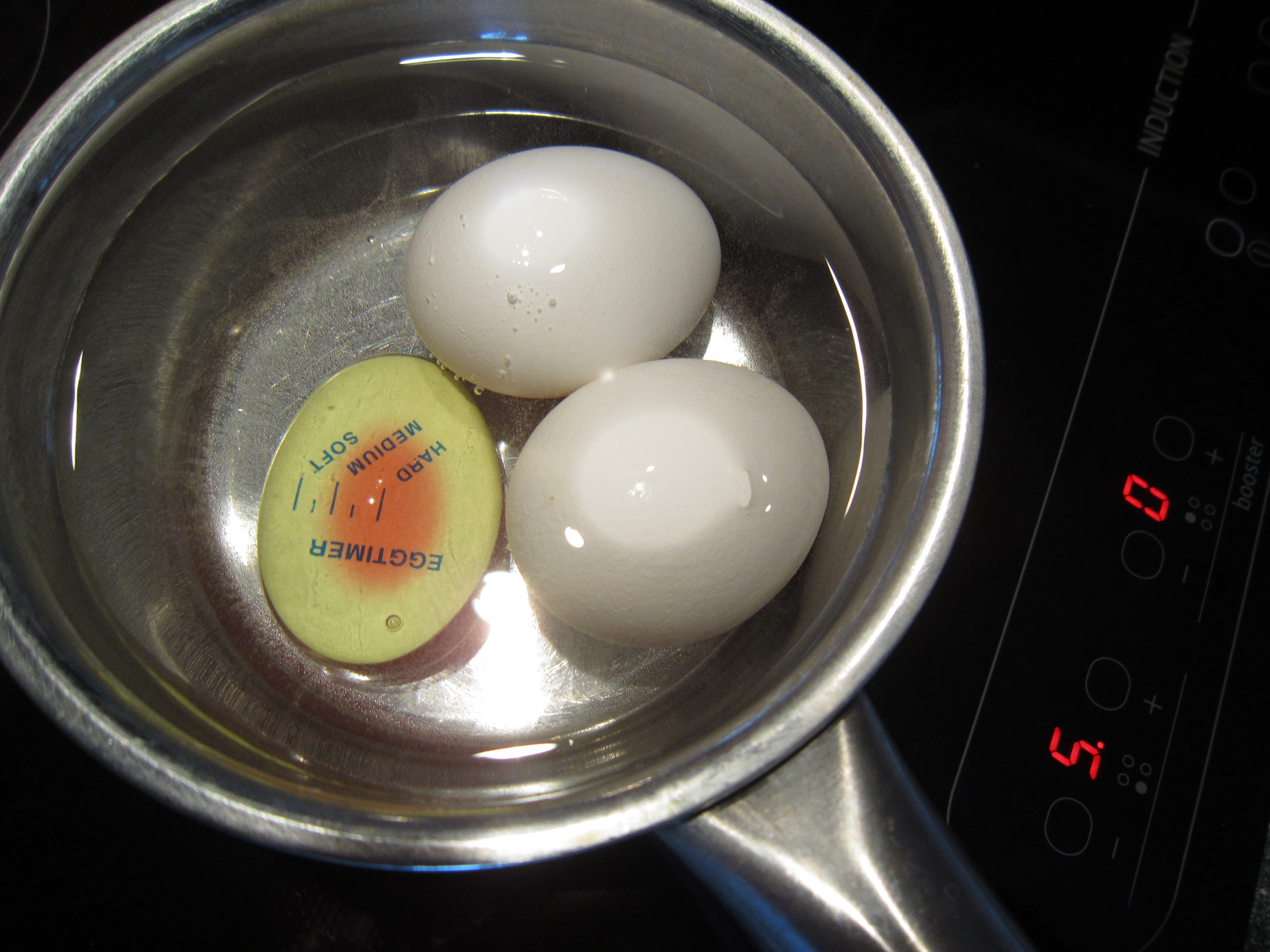
Visuell gestaltete Eieruhr ohne Minutenanzeige